# أوبو (آيتشي)
أوبو مدينة تقع ضمن محافظة آيتشي في اليابان، تأسست في 9/1/1970، بلغ عدد تعداد سكانها في 1 يناير – 2008 حوالي 83097 مساحتها الإجمالية حوالي 33.68 كم٢ لتصبح كثافة سكانها 2467 نسمة لكل كيلو متر مربع.